# Убиство породице Олујић
Убиство породице Олујић је злочин који су у ноћи између 17. и 18. фебруара 1992. године у славонском селу Церна, на путу између Винковаца и Жупање, починили припадници хрватске војске: Томислав Мади, Марио Јурић, Зоран Поштић, Давор Лазић и Мијо Старчевић. Они су упали у кућу Радомира Олујића са циљем да убију њега и његову породицу, и опљачкају, а кућу минирају експлозивом.
Убиство породице Олујић по свом карактеру је слично Убиству породице Зец у Загребу (7. децембра 1991), само што није добило толику медијску пажњу.

## Злочин

### Позадина
Породица Олујић је живела у Церни, улица Браће Радић бр. 51. Имали су две куће, стару где су живели Стојанка (1932) и Мирко Олујић и друга нова где је живео њихов син Радомир (38) са супругом Аницом (37) и двоје малолетне деце Милена (16) и Марко (13). Радомир Олујић радио је као шеф самопослуге у Церни, док је његова супруга била службеница у Жупањској банци. Милена Олујић је била други разред гимназије, а Марко Олујић ученик 6. разреда основне школе. Деца су била крштена у католичкој цркви, пошто је њихова мајка Аница (католикиња) била побожна. Имали су и путнички аутомобил "голф 2".
Били су имућна породица која је за време ратних дешавања често примала избегла лица, наручито оне из мешаних бракова. Због тога је Радомир често имао претње преко телефона, где су му редовно псовали и мајку српску. Два пута му је у двориште бачен експлозив и неколико је претучен од непознатог нападача. Лупање на прозор и капију куће током рата била је редовна појава, као и претње ликвидацијом.

### Убиство
У ноћи између 17. и 18. фебруара 1992. године у нову кућу породице Олујић упадају наоружани припадници хрватске војске са циљем да их убију и опљачкају], а кућу минирају експлозивом.
Томислав Мади као командант једне чете 131. бригаде хрватске војске, која је била смештена у селу Комлетинци, издаје наредбу Јурићу, Поштићу, Лазићу и Старчевићу увече 17. фебруара 1992. да иду на тачно одређену локацију "да побију неке четнике“. Дао им је све потребно од наоружања и експлозива и пригушиваче, што су они узели и кренули ка Церни. Ту су се упаркирали у улици Браће Радића.
Покуцали су на врата и рекли да су полиција и да имају налог за претрес. Када је Аница Олујић, после неколико минута рекла да ће позвати полицију Мијо Старчевић је ишчупао телефонску жицу из зида. У спаваћој соби Радомира Олујића пронађено је 1.500 марака у ситним новчаницама, већа количина златног накита, неки папири, ловачка пушка, као и црна беретка за коју су сумњали да има кокарду. Док су Поштић и Лазић били у соби и претресали је. У другој соби су били Старчевић и Јурић, одакле су се зачули стравична вриска јер су Старчевић и Јурић убили породицу Олујић из ватреног оружја са преко 40 хитаца. Када су Поштић и Лазић ушли у ту собу призор је био стравичан. Требало је њих двојица да поставе противтенковске мине, којима би минирали кућу Радомира Олујића, али Давор Лазић је преценио своје знање у томе, или је био у шоку, па те мине нису експлодирале.
Они су покупили ствари које су нашли и аутомобилом отишли у Комлетинце, где су Томиславу Мадију предали све што су нашли. Лазић и Поштић су били ту неколико дана, па их је касније Мади послао кући, јер "задатак није обављен како треба", мислећи на то да кућа Олујића није минирана. Мијо Старчевић им је пре поласка запретио да ћуте о свему што су видели, иначе ће их убити.
Дана 18. фебруара 1992. колегиница и шефовица Анице Олујић из банке, Марта Жуљ је позвала телефоном кућу Олујића јер се Аница није појавила на послу. Отишла је до њене куће да види да ли је све у реду. Покуцала је на врата Мирка Олујића, који је са њом отишао до Радомирове куће. Заједно су видели ужасан призор. Хрватска полиција јесте дошла на место злочина, али није се покретала детаљна истрага.

### Злочинци
За овај стравичан злочин оптужени су следећи припадници ЗНГ:
- Томислав И. Мади (1960) звани Чикаго,
- Марио И. Јурић (1973) звани Макси,
- Зоран Б. Поштић (1973) звани Пегула,
- Давор М. Лазић (1973) и
- Мијо Ј. Старчевић (1956)

## Суђење и пресуда
Хрватско тужилаштво годинама није покретало никакву оптужницу против починилаца. Тек 2006. године је покренута права истрага када је МУП Хрватске сакупио довољно доказа за покретање оптужнице против злочинаца. Суд и вештаци су утврдили да су окривљени били у стању психичке стабилности и свесни шта су урадили. Другостепена пресуда коју је потврдио Врховни суд Републике Хрватске 2009. године гласила је:
- Томислав И. Мади (1960) добија 15 година затвора
- Марио И. Јурић (1973) добија 12 година затвора
- Мијо Ј. Старчевић (1956) добија 10 година затвора
- Зоран Б. Поштић (1973) добија 7 година затвора
- Давор М. Лазић (1973) добија 7 година затвора

## Последице
Крајем 1992. године Мирко Олујић, отац Радомира је преминуо од туге за сином и његовом породицом. Да би се 1998. године у децембру једно вече Стојанки Олујић на вратима појавио НН мушкарац са чарапом преко главе. Стојанка је ово схватила као претњу за своју личну сигурност.
Стојанка Олујић преминула је 20. јануара 2013. године и сахрањена је на месном гробљу у Церни, дан касније. Носила је неславно име "Мајка Православна" као алузија на тужну поему Владимира Назора из јануара 1943. године.